# Yusuf Salman
Yusuf Salman (* 1888 in Thessaloniki; † 28. November 1960 in Yassıada) war ein türkischer Politiker jüdischen Glaubens.
Yusuf Salman wurde im Jahre 1888 in Thessaloniki im damaligen Osmanischen Reich geboren. Er wurde bei der Parlamentswahl in der Türkei 1957 als Abgeordneter für Istanbul von der Demokratischen Partei (DP) in die Große Türkische Nationalversammlung gewählt. Nach dem Militärputsch vom 27. Mai 1960 wurde er festgenommen und auf die Prinzeninsel Yassıada im Marmarameer verbracht.
Er starb während seines Gefängnisaufenthaltes am 28. November 1960 in Yassıada.